# Jakrama eureta
Jakrama eureta är en insektsart som beskrevs av Young 1977. Jakrama eureta ingår i släktet Jakrama och familjen dvärgstritar. Inga underarter finns listade i Catalogue of Life.